# Aname robertsorum
Aname robertsorum is een spinnensoort uit de familie Anamidae.
Aname robertsorum werd in 1985 beschreven door Raven.